# Helina septentrionalis
Helina septentrionalis este o specie de muște din genul Helina, familia Muscidae, descrisă de Xue și Xiaolong Cui în anul 2003. Conform Catalogue of Life specia Helina septentrionalis nu are subspecii cunoscute.